# Masontown
La ville de Masontown est située dans le comté de Preston, en Virginie-Occidentale, aux États-Unis. Elle comptait 546 habitants lors du recensement de 2010.
La ville est fondée en 1856 par William Mason, un commerçant, sur l'emplacement d'une clairière nommée Hartley Green.